# Macrodactylus suavis
Macrodactylus suavis är en skalbaggsart som beskrevs av Bates 1887. Macrodactylus suavis ingår i släktet Macrodactylus och familjen Melolonthidae. Inga underarter finns listade i Catalogue of Life.